# Kosakenzipfel
Kosakenzipfel ist ein Sketch des deutschen Humoristen Loriot. Er zeigt einen heftigen Streit um das gleichnamige fiktive Dessert. Nach Auskunft des Obers im Sketch handelt es sich bei dem Kosakenzipfel um ein „Mokka-Trüffel-Parfait mit einem Zitronencreme-Bällchen“.
Der Sketch wurde erstmals im Dezember 1978 in der sechsten und letzten Folge der Sendereihe Loriot ausgestrahlt. Eine gedruckte Textversion erschien 1981.

## Handlung
Die Ehepaare Hoppenstedt und Pröhl haben sich vor fünf Jahren „auf einem Campingplatz in Klagenfurt“ kennengelernt und feiern dieses Jubiläum in einem Nobel-Restaurant. Nach dem Hauptgang sind alle in gelöster Stimmung. Zum Nachtisch bestellen die Herren die Spezialität des Hauses, den sogenannten Kosakenzipfel. Da die Paare „inzwischen so etwas wie eine Freundschaft verbindet“, bietet Hoppenstedt feierlich das „Du“ an. Frau Hoppenstedt erntet Zuspruch, als sie von ihrem „Jodeldiplom“ erzählt, durch dessen Abschluss sie unabhängiger sei und „etwas Eigenes“ habe. Frau Pröhl hingegen reitet, was Frau Hoppenstedt mit „Reiter werden ja immer gebraucht“ kommentiert. Als der Ober verkündet, dass nur noch ein Kosakenzipfel vorrätig sei, beschließen die Herren Hoppenstedt und Pröhl, ihn brüderlich zu teilen.
Herr Pröhl beginnt, hat aber schon etwas mehr als die Hälfte verspeist, als er den Teller endlich zu Herrn Hoppenstedt hinüberschiebt. Dieser fühlt sich übervorteilt und beklagt insbesondere das fehlende Zitronencreme-Bällchen. Während Herr Pröhl das Missgeschick zunächst noch mit Humor zur Seite zu schieben versucht, bleibt Herr Hoppenstedt todernst, macht Herrn Pröhl fortwährend Vorwürfe und unterstellt ihm Absicht. Zunächst noch von ihren Ehefrauen zurückgehalten, beginnen die Herren zu streiten. Die zuvor harmonische Stimmung schlägt um, die Herren gehen unvermittelt wieder zum „Sie“ über. Als der Ober überraschend doch noch einen zweiten Kosakenzipfel serviert, ist es bereits zu spät. Die Herren möchten ihren Standpunkt weiterhin bestätigt wissen und versuchen durch suggestive Fragen, den Kellner bezüglich der Größe der übriggelassenen Hälfte zu ihren Gunsten aussagen zu lassen, worauf sich dieser aber nicht einlässt. Der Streit eskaliert, und Herr Pröhl beschließt wütend, das Restaurant zu verlassen. Während die beiden Ehefrauen bei Tische noch zu beruhigen versuchten, führen sie nun draußen den Streit ihrer Männer fort. Sie stellen fest, dass man „auf Campingplätzen eben keine Bekanntschaften machen“ solle und beschimpfen sich gegenseitig als „Jodelschnepfe“ und „Winselstute“, gefolgt von einem finalen „Ratte!“. Unterdessen erscheint ein älterer Herr mit Zipfelmütze und bietet sich als studentischer Weihnachtsmann an.

## Produktion und Veröffentlichung
Der Sketch wurde 1978 für die sechste und letzte Folge der Sendereihe Loriot produziert. Im Gegensatz zu vielen anderen Sketchen Loriots entstand er nicht im Studio. Deshalb drehte man auf 16-mm-Film, der sonst vor allem für die aktuelle Berichterstattung verwendet wurde und eine geringere Aufnahmequalität bot als die Studiokameras. Die Rolle von Herrn und Frau Hoppenstedt übernahmen Heinz Meier und Evelyn Hamann. Herr und Frau Pröhl wurden von Loriot und Gerda Gmelin gespielt. Den älteren Herrn mit der Zipfelmütze spielte Bruno W. Pannek. Der Darsteller des Kellners war bereits in der fünften Folge von Loriot im Sketch Rindsroulade als Kellner aufgetreten.
Erstmals ausgestrahlt wurde Loriot VI am 7. Dezember 1978 im Deutschen Fernsehen. Anders als in den vorhergehenden Folgen besteht zwischen den meisten Sketchen der Folge eine engere Beziehung. So treten Herr und Frau Hoppenstedt in der Folge auch noch in den Sketchen Die Jodelschule, Vertreterbesuch und Weihnacht auf. Frau Hoppenstedts Jodelausbildung wurde vor dem Kosakenzipfel schon im Sketch Die Jodelschule thematisiert. Zudem tritt auch in Die Jodelschule und in Weihnacht der ältere Herr auf und bietet seine Dienste als Weihnachtsmann an.
1997 ordnete Loriot sein Fernsehwerk neu und machte aus den sechs 45-minütige Originalfolgen von Loriot vierzehn Folgen mit einer Laufzeit von je 25 Minuten. Während die anderen Sketche rund um die Hoppenstedts in der vierzehnten Folge Weihnachten bei Hoppenstedts zusammengefasst wurden, ist Kosakenzipfel zusammen mit Die Jodelschule Teil der zehnten Folge Vom Jodeln, Flöten, Pfeifen, Fiedeln, von Küssen und Kosakenzipfeln. Daneben wurde die beiden Sketche 1988 in der Sendung Loriots 65. Geburtstag gezeigt.
Eine gedruckte Textversion von Kosakenzipfel erschien erstmals 1981 in Loriots Dramatische Werke. Der Auftritt des älteren Herrn am Ende fehlt darin. Die Textversion wurde seitdem in einigen weiteren Sammelbänden von Loriot aufgenommen.

## Analyse und Einordnung
Für den Germanisten Stefan Neumann, der seine Dissertation zu Loriots Leben und Werk verfasste, ist Kosakenzipfel „eine eindrucksvolle Parabel darauf, was geschieht, wenn die gesellschaftlichen Riten und Zwänge wegfallen, wenn die dünne Schicht eines kultivierten Umgangs wegbricht, die Loriot zwar einerseits stets aufs Neue zum Ziel der Satire gereicht, deren Unverzichtbarkeit er an dieser Stelle jedoch auch ganz deutlich hervorhebt.“ 1988 hatte Loriot in einem Interview mit Hellmuth Karasek die Bedeutung von Umgangsformen für sich betont: „Ich liebe Umgangsformen und Umgangsregeln, weil ich glaube, daß es die einzige Möglichkeit ist, gefahrlos miteinander umzugehen. Ich glaube, daß das fahrlässige Sich-Hinwegsetzen über diese Formen immer zur Folge hat, daß die Mißverständnisse größer werden und unnötige Verletzungen auftreten.“
Wie der Germanist Felix Christian Reuter in seiner Dissertation zu Loriot Fernsehsketchen feststellt, präsentiert der Sketch als typisch männlich bzw. weiblich geltendes Kommunikationsverhalten. Laut Soziolinguistin Deborah Tannen sind für Männer „Gespräche Verhandlungen, bei denen man die Oberhand gewinnen und behalten will und sich gegen andere verteidigt, die einen herabsetzen und herumschubsen wollen.“ Loriot präsentierte häufiger solche Streitgespräche zwischen Männern. Beispiele sind politische Sketche wie Politik und Fernsehen und Der Wähler fragt sowie der Sketch Herren im Bad. Auch in Kosakenzipfel wollen die beiden Männer unbedingt im Streit obsiegen, selbst dann noch, als das eigentliche Problem durch den zweiten Kosakenzipfel gelöst wurde. Für Frauen sind laut Tannen Gespräche hingegen „Verhandlungen über Nähe, bei denen man Bestätigung und Unterstützung erzielen will“ und „sich davor schützen [will], von anderen weggestoßen zu werden.“ In Kosakenzipfel versuchen die Frauen zunächst, den Streit zu schlichten. Dabei nehmen sie im Gegensatz zu ihren Männern auch die Perspektive des anderen ein, etwa wenn Frau Pröhl zu ihrem Mann sagt „Du hast aber auch ganz schön zugelangt, Erich.“ Am Ende des Sketches geben die Frauen ihre Kooperation auf und beleidigen sich gegenseitig. Dabei thematisieren sie laut Reuter den Aspekt der menschlichen Bindung, etwa „Man soll eben auf Campingplätzen keine Bekanntschaften machen!“ und „[…] weil Ihr sauberer Herr Gemahl, dieser Campingcasanova, hinter allem her ist, was Beine hat!“ Auch dies sei typisch für Frauen, die solche Themen häufiger ansprächen als Männer.
Beim Gespräch über die berufliche Tätigkeit der Frauen wird die Parodie auf die Selbstverwirklichung der Frau fortgesetzt, die in Die Jodelschule begonnen wurde. Dabei werden laut Neumann die „hohen Phrasen und Klischees […] noch weiter ins Absurde gesteigert.“ Das Gespräch greift laut Reuter auch sexuelle Anspielungen aus Die Jodelschule auf. Wie dort das Wort „jodeln“ könne die Tätigkeit von Frau Pröhl, „Reiten“ bzw. „Reitunterricht nehmen“, für Geschlechtsverkehr stehen. Daneben lade das Wort „Kosakenzipfel“ zu sexuellen Assoziationen ein, da „Zipfel“ unter anderem für Penis stehen kann. In dieser Bedeutung wird es auch im Sketch Spielwaren verwendet, der in Loriot VI direkt vor Kosakenzipfel gezeigt wurde. Die Frauen verweisen selbst auf die Doppeldeutigkeit des Kosakenzipfels. Nach Frau Hoppenstedts Aussage „Mit seinem Kosakenzipfel versteht Walter keinen Spaß“ lachen die beiden und deuten damit an, dass dies zweideutig gemeint war.

## Der Kosakenzipfel als Süßspeise
Mittlerweile kursieren viele Rezepte für den Kosakenzipfel, die jedoch mit dem im Sketch gezeigten, von Loriot erfundenen Dessert und dessen Zusammensetzung oft nicht viel gemein haben. Auch Konditoren haben Süßspeisen kreiert, die sie Kosakenzipfel nannten. So verkaufte die Großbäckerei Kamps anlässlich des 80. Geburtstags von Loriot im November 2003 in ihren Filialen hunderttausende „Kosakenzipfel“. Dabei handelte es sich um Schokoladen-Schaumküsse mit dunklem Mokkaschaum und einem Zitronen-Trüffel, welche die Confiserie Leysieffer lieferte. Anlässlich Loriots 95. Geburtstages veröffentlichte der Geschmacksforscher Thomas A. Vilgis in der Sendung SWR2 am Samstagnachmittag ein Rezept mit Zitronencremebällchen und Mokka-Trüffelparfait.

## Bildtonträger
- Loriots Vibliothek. Band 3: Familie Hoppenstedt oder eine Idylle. Warner Home Video, Hamburg 1984, VHS Nr. 3.
- Loriot – Sein großes Sketch-Archiv. Warner Home Video, Hamburg 2001, DVD Nr. 3 (als Teil von Loriot 10).
- Loriot – Die vollständige Fernseh-Edition. Warner Home Video, Hamburg 2007, DVD Nr. 4 (als Teil von Loriot VI).
- Loriot – Weihnachten bei Hoppenstedts. Studio Hamburg, Hamburg 2020, DVD (Teil von Loriot VI ohne Salamo-Konzert).

## Textausgaben (Auswahl)
- Loriots dramatische Werke. Diogenes, Zürich 1981, ISBN 3-257-01004-4, S. 41–48.
- Das Frühstücksei. Diogenes, Zürich 2003, ISBN 3-257-02081-3, S. 35–41.
- Gesammelte Prosa. Diogenes, Zürich 2006, ISBN 978-3-257-06481-0, S. 41–50.